# مقبس 370
مقبس 370 (بالإنجليزية: Socket 370) وهو وصلة لوحدات المعالجة المركزية أنتجته شركة إنتل لمعالجاتها بنتيوم 3 وسيليرون، وهي استبدلت شق 1 للحواسيب الشخصية. وكانت تستخدم في لوحات الأم بشكل مني أيتكس والأنظمة المضمنة. وفي الأصل صممت لوحدات المعالجة سيليرون، ولاحقا أصبح المقبس المعتمد لوحدات بنتيوم 3 من نوع كوبر ماين (Coppermine) و تولتين (Tualatin)، وبالإضافة إلى وحدات فيا سيريكس 3 والتي أعيد تسميتها إلى سي 3. بعض لوحات الأم دعمات مقبس 370 و شق 1 في نفس اللوحة، ولكن ليس في نفس الوقت. وكان من موصفاتها أن مبردها لا ينبغي أن يتجاوز 180 غرام، لأن المبردات الأثقل قد توأذي الوحدة المركبة. وما تزا شركة فيا تستخدم هذا المقبس حاليا، لكنها تحول منتجاتها إلى معالجات بنظام شبكة كرات مصفوفة.